# Физико-математический институт имени Кавли
Физико-математический институт имени Кавли (англ. IPMU) — японский научно-исследовательский институт физики и математики, расположенный в Касиве. Его более точное название — Институт Кавли по физике и математике Вселенной.
Основные направления: физика элементарных частиц, физика высоких энергий, астрофизика, астрономия, математика; ключевые решаемые вопросы сформулированы следующим образом:
- Как возникла Вселенная?
- Какова её судьба?
- Из чего она сделана?
- Каковы её основные законы?
- Почему мы существуем?[2]

Учреждён 1 октября 2007 года Хитоси Мураямой и Токийским университетом. Финансируется Министерством науки Японии в рамках инициативы Международного исследовательского центра World Premier. В 2012 году получил эндаумент от Фонда Кавли и был переименован в Физико-математический институт имени Кавли.
Среди сотрудников — Такааки Кадзита, Хираку Накадзима, Дэвид Сперджел, Александр Кусенко, Александр Воронов.